# Qiyuan A05

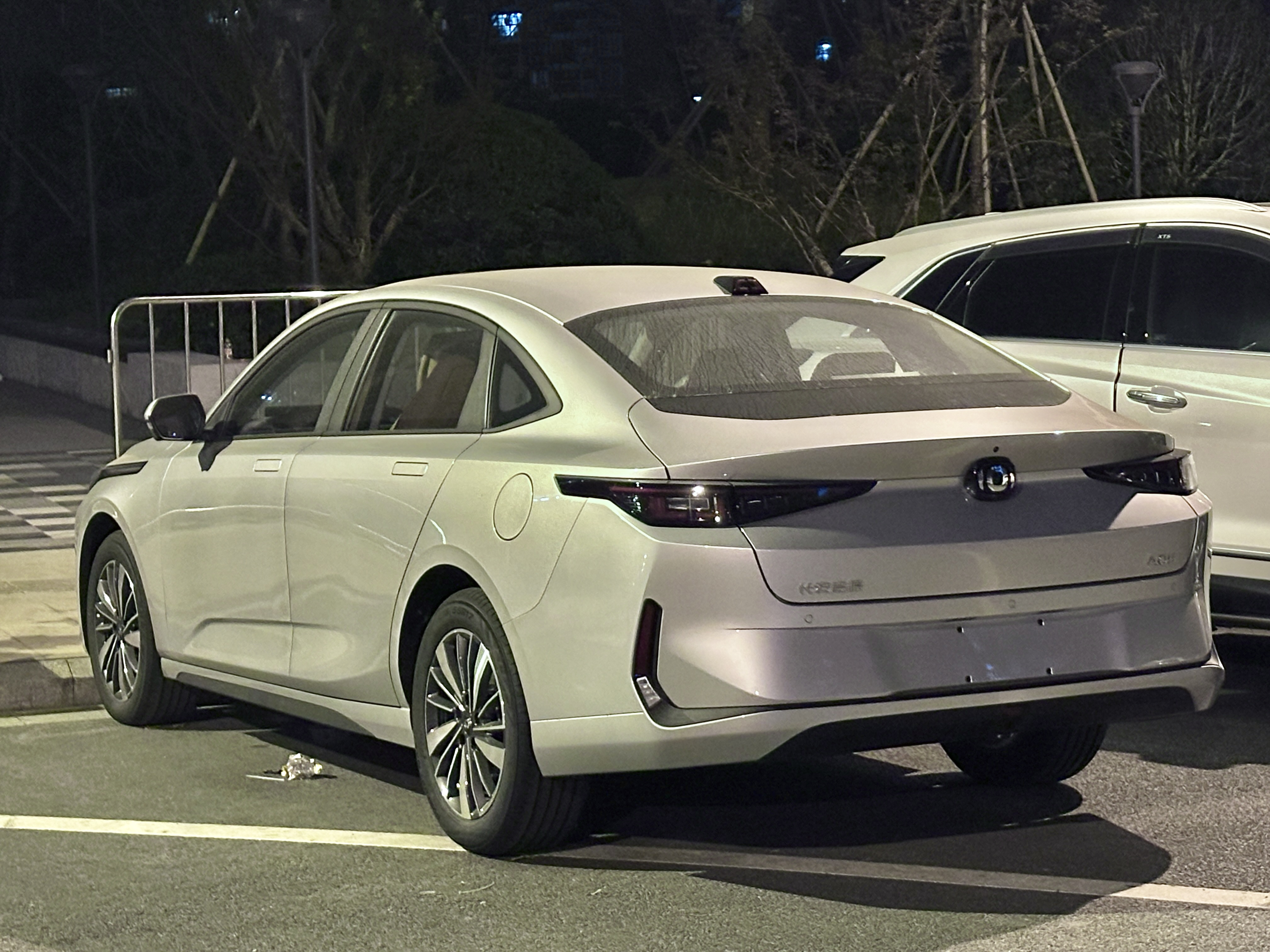
Вид сзади

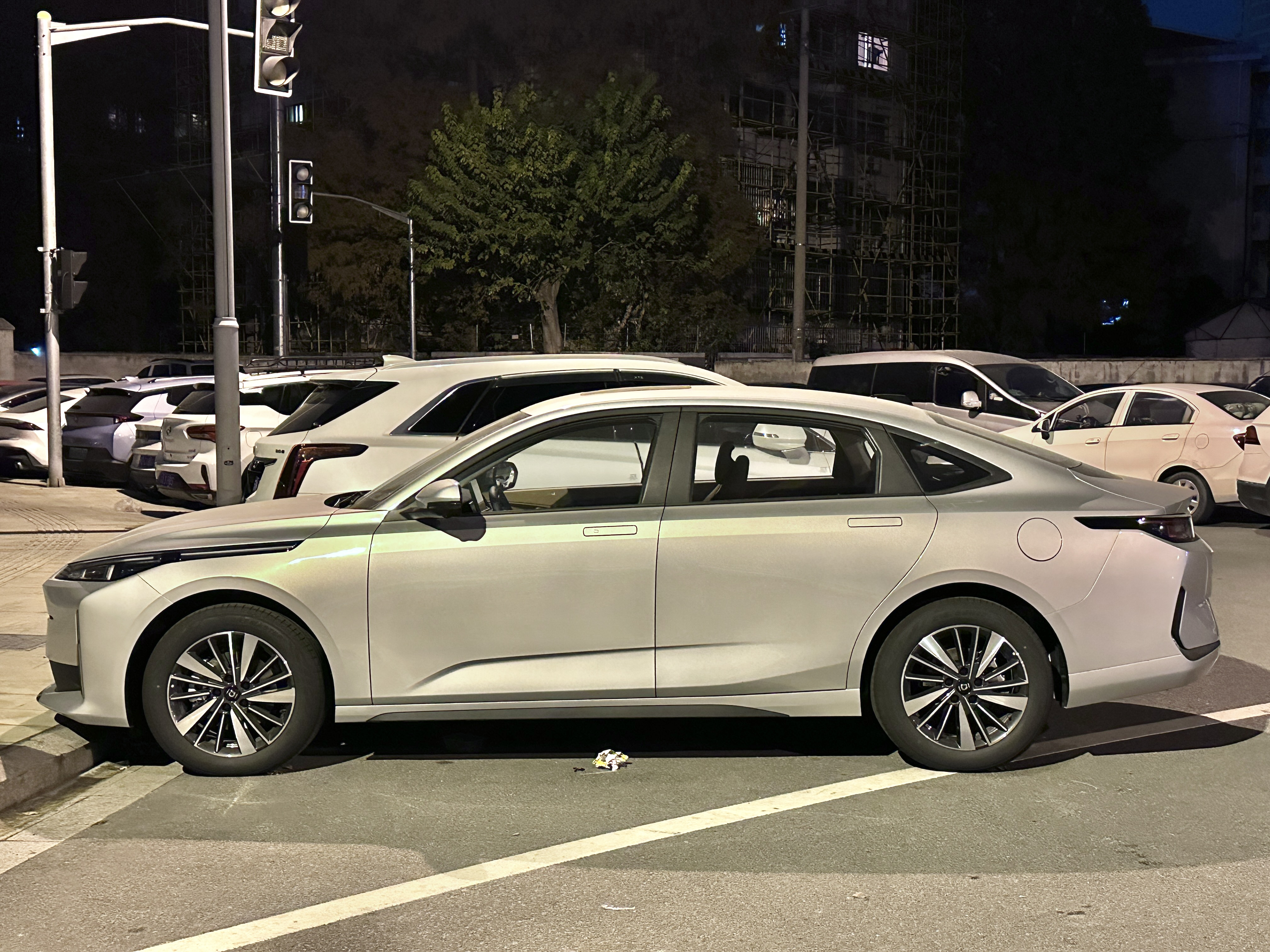
Вид сбоку

Qiyuan A05 — компактный гибридный автомобиль, выпускающийся подразделением Qiyuan компании Changan c 2023 года.

## Описание
Qiyuan A05 впервые был представлен в октябре 2023 года на базе Changan Yida. Внешний вид остался прежним, однако передняя часть была изменена. У модели A05 переработанное расположение воздухозаборников и деталей, отличающихся от оригинала.
Остальные элементы кузова остались неизменными, сохранив характерный силуэт с пологой линией крыши, резко направленной линией стёкол и задних фонарей, а также выдвижными дверными ручками. Также была сохранена компоновка с выдвинутыми вверх часами и вертикальным сенсорным экраном мультимедийной системы.

## Продажи
Как и весь модельный ряд бренда Qiyuan, A05 выпускается исключительно для внутреннего рынка Китая. Продажи начались во второй половине октября 2023 года по ценам от 89900 до 132900 юаней.

## Технические характеристики
Qiyuan A05 является гибридным автомобилем с подключаемым модулем. Автомобиль оснащён 1,5-литровым бензиновым двигателем, который сочетается с электродвигателем мощностью 188—212 л. с. Аккумуляторная батарея ёмкостью 9,07—19 кВт⋅ч обеспечивает запас хода 70—145 км в полностью электрическом режиме.